# Hans Rogger
Hans Rogger (1923-2002) fue un historiador estadounidense, profesor en la Universidad de California y que realizó diversos estudios sobre la extrema derecha y la situación del pueblo judío en Rusia.
De origen alemán y nacido en una familia judía, fue autor de obras como National Consciousness in Eighteenth Century Russia (Harvard University Press, 1960), Russia in the Age of Modernisation and Revolution, 1881-1917 (Longman, 1983) o Jewish Policies and Right-Wing Politics in Imperial Russia (University of California Press, 1966), entre otras. También fue editor, junto a Eugen Weber, de The European Right: A Historical Profile (University of California Press, 1965).